# König von Mallorca (Lied)
König von Mallorca ist ein Partyschlager des Schlagersängers Jürgen Drews, das erstmals 1999 auf dem Album Wieder alles im Griff erschienen ist. Die gleichnamige Single, die zu einem Kult-Hit für die Fans der Ballermann-Musik wurde, erschien am 3. Juli 2000.

## Hintergrund
Jürgen Drews ist seit Ende der 1980er eine feste Größe der Partyszene auf der balearischen Insel Mallorca und trat anfangs vor allem im Oberbayern auf, später in der Disko Mega-Park. Seinen Spitznamen „König von Mallorca“ bekam er im Juli 1999 in der Fernsehshow Wetten, dass..? Die Sendung wurde live aus Palma de Mallorca übertragen. Drews durfte dort, nachdem er zunächst eingeladen worden war, aus Imagegründen für die Insel nicht auftreten, befand sich aber im Publikum. Thomas Gottschalk stellte ihn und Costa Cordalis dort als die „wahren Könige von Mallorca“ vor, ein Spitznamen, der vor allem an Drews haften blieb.
Den gleichnamigen Musiktitel schrieben anschließend die beiden Songwriter Erich Öxler (Text) und Klaus Hanslbauer (Musik) rechtzeitig zur Veröffentlichung des Albums Wieder alles im Griff. Es wurde außerdem als zweite Single des Albums am 3. Juli 2000 ausgekoppelt. Musikalisch handelt es sich um typischen Partyschlager im Ballermann-Hits- oder Karneval-Stil. Neben König von Mallorca wurde auch das im Refrain verwendete „Prinz von Arenal“ zu einem Spitznamen von Drews. Der Song entwickelte sich zu einem beliebten Partyschlager, der vor allem in den Clubs von Mallorca gespielt wird.
Eine neue Version des Songs befindet sich auf der 2017 veröffentlichten Kompilation Drews Feat. Drews.

## Single und Musikvideo
Die Single erschien am 3. Juli 2000 über Polydor und enthielt fünf Versionen des Songs, darunter die englische Version Strip.
1. König von Mallorca (Bläser Version) – 3:39
2. König von Mallorca (Mädchen Version) – 4:39
3. König von Mallorca (J. de Palma Radio Mix) – 3:42
4. König von Mallorca (Jungs Version) – 4:49
5. Strip (Englische Version) – 5:31

Das dazugehörige Musikvideo zeigt Drews mit Krone und Königsrobe zusammen mit seiner Frau Ramona in knappem Bikini auf Mallorca sowie Ausschnitte aus seinen Auftritten. Dieses Outfit verwendet er außerdem bei seinen Auftritten auf der Insel.

## Weiteres
2010 eröffnete der Stuttgarter Wirt Maurice Gritzmacher mit Unterstützung durch Drews ein gleichnamiges Bistro in Santa Ponça auf Mallorca, wo auch viele Devotionalien von Drews ausgestellt wurden. Auf Grund der COVID-19-Pandemie in Deutschland und dem damit verbundenen Ausbleiben des Tourismus musste das Lokal geschlossen werden.